# Elisabet de Leiningen-Dagsburg
Elisabet de Leiningen-Dagsburg (en alemany Elisabeth von Leiningen-Dagsburg) va néixer a Durkheim (Alemanya) el 6 de maig de 1586 i va morir Hartenburg el 25 d'octubre de 1623. Era una noble alemanya filla d'Enric XI (1540-1593) i d'Úrsula de Fleckenstein (1553-1595).

## Matrimoni i fills
El 19 de gener de 1620 es va casar a Hartenburg amb Joan Felip II de Leiningen-Dagsburg-Hartenburg (1588-1643), fill del comte de Leiningen-Dagsburg Enric XII (1562-1607) i de Maria Elisabet de Zweibrücken (1561-1629). El matrimoni va tenir tres fills:
- Frederic Enric (1621-1698), casat amb Sibil·la de Waldeck-Wildungen (1619-1678).
- Joan Felip III (1622-1666).
- Adolf Cristià (1623-1645)

Elisabet va morir poc després d'haver tingut el tercer fill.